# Distretto di Bihor
Il distretto di Bihor (in romeno Judeţul Bihor) è uno dei 41 distretti della Romania, ubicato nelle regioni storiche della Transilvania e del Partium.

## Centri principali
| Comune                   | Abitanti |
| ------------------------ | -------- |
| Oradea                   | 196 367  |
| Salonta                  | 17 735   |
| Marghita                 | 15 770   |
| Săcueni                  | 11 526   |
| Beiuș                    | 10 667   |
| Aleșd                    | 10 066   |
| Valea lui Mihai          | 9 902    |
| Dati del 20 ottobre 2011 |          |

## Struttura della contea
Il distretto è composto da 4 municipi, 6 città e 91 comuni.

### Municipi
- Oradea
- Beiuș
- Marghita
- Salonta

### Città
- Aleșd
- Nucet
- Săcueni
- Ștei
- Valea lui Mihai
- Vașcău

### Comuni
- Abram
- Abrămuț
- Aștileu
- Aușeu
- Avram Iancu
- Balc
- Batăr
- Biharia
- Boianu Mare
- Borod
- Borș
- Bratca
- Brusturi
- Budureasa
- Buduslău
- Bulz
- Buntești
- Căbești
- Câmpani

- Căpâlna
- Cărpinet
- Cefa
- Ceica
- Cetariu
- Cherechiu
- Chișlaz
- Ciumeghiu
- Cociuba Mare
- Copăcel
- Criștioru de Jos
- Curățele
- Curtuișeni
- Derna
- Diosig
- Dobrești
- Drăgănești
- Drăgești

- Finiș
- Gepiu
- Girișu de Criș
- Hidișelu de Sus
- Holod
- Husasău de Tinca
- Ineu
- Lăzăreni
- Lazuri de Beiuș
- Lugașu de Jos
- Lunca
- Mădăras
- Măgești
- Nojorid
- Olcea
- Oșorhei
- Paleu
- Pietroasa

- Pocola
- Pomezeu
- Popești
- Răbăgani
- Remetea
- Rieni
- Roșia
- Roșiori
- Sâmbăta
- Sâniob
- Sânmartin
- Sânnicolau Român
- Sântandrei
- Sârbi
- Săcădat
- Sălacea
- Sălard
- Spinuș

- Suplacu de Barcău
- Șimian
- Șinteu
- Șoimi
- Șuncuiuș
- Tărcaia
- Tămășeu
- Tarcea
- Tăuteu
- Tileagd
- Tinca
- Tulca
- Țețchea
- Toboliu
- Uileacu de Beiuș
- Vadu Crișului
- Vârciorog
- Viișoara